# 정글히어로
"정글히어로"(Jungle Shuffle)는 한국에서 제작된 박태동 총감독과 마우리시오 드 라 오르타 외주 감독의 2014년 애니메이션 영화이다. 심규혁 등이 주연으로 출연하였다. 목소리로는 드레이크 벨, 롭 슈나이더, 얼리샤 실버스톤이 주연으로 출연한다.

## 출연

### 주연
- 심규혁 - 마누
- 김현지 - 사차
- 조성목 - 어린 마누
- 양세나 - 어린 사차
- 남도형 - 츄이
- 안장혁 - 험즈

### 조연
- 이상헌
- 이영아
- 소정환
- 박일
- 이진홍
- 장호비
- 정훈석
- 김기철